# Mathieu Genet
Mathieu Genet est un comédien français.

## Biographie
Mathieu Genet a suivi les cours du Conservatoire national supérieur d'art dramatique de 1998 à 2000.
Il a été pensionnaire de la Comédie-Française de 2003 à 2006.
Après sa participation à quelques films, sa carrière se poursuit au théâtre.

## Filmographie
- 1999 : Peut-être de Cédric Klapisch : Ulysse
- 2000 : Les Destinées sentimentales d'Olivier Assayas : Max Barnery
- 2001 : Sauvage Innocence de Philippe Garrel : Alex
- 2002 : Une affaire privée de Guillaume Nicloux : Frédéric
- 2004 : Frères de Xavier de Choudens : Vincent
- 2005 : Les Amants réguliers de Philippe Garrel : Nicolas
- 2006 : Sophia, court métrage de David Perrault

## Distinctions
- 2004 : Prix Michel-Simon pour son rôle dans Frères[2]